# Torbjörn Sjöstrand
Torbjörn Sjöstrand (13 novembre 1954) és un físic teòric suec, professor a Universitat de Lund (Suècia), on va doctorar-se el 1982. És un dels autors principals del programa PYTHIA per a la generació i simulació d'esdeveniments en física d'altes energies, un dels treballs de física de partícules amb més citacions bibliogràfiques dels darrers 20 anys.
El 2012, va rebre Premi J.J. Sakurai de la Societat de Física americana pels seus estudis del Model Estàndard de física de partícules.